# Escut de Torrelameu
L'escut oficial de Torrelameu té el següent blasonament:
Escut caironat: de gules, una torre torrejada d'or oberta acompanyada de 2 creus de Malta (d'argent) una a cada costat. Per timbre, una corona mural de poble.

## Història
Va ser aprovat el 26 de juliol de 1988 i publicat al DOGC el 12 de setembre del mateix any amb el número 1042.
La torre torrejada és el senyal parlant tradicional, relatiu al nom del poble. També la creu de Malta (l'emblema dels hospitalers és un senyal tradicional. En efecte, Torrelameu, que havia nascut al voltant d'una torre o granja islàmica, fou conquerida per Ermengol VI d'Urgell a mitjan segle xii, incorporada al bisbat de Lleida i donada a l'orde hospitaler de Sant Joan de Jerusalem.